# Wasilij Roczew (ur. 1951)
Wasilij Pawłowicz Roczew (ros. Василий Павлович Рочев, ur. 22 grudnia 1951 we wsi Bakur w Komi ASRR) – rosyjski biegacz narciarski reprezentujący Związek Radziecki, dwukrotny medalista olimpijski i dwukrotny mistrzostw świata.

## Kariera
Jego olimpijskim debiutem były igrzyska w Innsbrucku w 1976 r. Zajął tam 10. miejsce w biegu na 30 km i 12. miejsce na 50 km. Największe sukcesy osiągnął podczas igrzysk olimpijskich w Lake Placid w 1980 r. Wraz z Nikołajem Bażukowem, Jewgienijem Bielajewem i Nikołajem Zimiatowem zdobył złoty medal w sztafecie 4 × 1  km. Ponadto wywalczył srebrny medal w biegu na 30 km techniką klasyczną, ustępując jedynie swemu rodakowi Zimiatowowi. Na kolejnych igrzyskach już nie startował.
Startował także podczas mistrzostw świata w Falun w 1974 r. Wspólnie z Iwanem Garaninem, Fiodorem Simaszowem i Jurijem Skobowem zdobył tam srebrny medal w sztafecie. Wywalczył ponadto brązowy medal na dystansie 15 km. Wyprzedzili go jedynie zwycięzca Magne Myrmo z Norwegii oraz drugi na mecie Gerhard Grimmer z NRD. Na mistrzostwach świata w Lahti w 1978 r. zajął 4. miejsce w sztafecie oraz ósme miejsce w biegu na 15 km.
Roczew był także indywidualnym mistrzem Związku Radzieckiego w biegach na 15 i 30 km z 1974 r., na 15 km w 1975 r., na 30 km w 1977 r. oraz na 50 km w 1979 r. Ponadto siedmiokrotnie zostawał mistrzem ZSRR w sztafecie, w latach 1972, 1973, 1974, 1975, 1976, 1978 i 1980. Po zakończeniu kariery sportowej został trenerem. Trenował między innymi Aleksieja Prokurorowa.
Jego żona Nina Roczewa, córka Olga Szczuczkina, syn Wasilij Wasilewicz Roczew oraz synowe Julija Czepałowa i Olga Roczewa również uprawiają lub uprawiali biegi narciarskie.

## Osiągnięcia

### Igrzyska olimpijskie
| Miejsce | Dzień     | Rok  | Miejscowość | Konkurencja             | Czas biegu | Strata   | Zwycięzca          |
| ------- | --------- | ---- | ----------- | ----------------------- | ---------- | -------- | ------------------ |
| 10.     | 5 lutego  | 1976 | Innsbruck   | 30 km stylem klasycznym | 1:30:29,38 | +2:10,04 | Siergiej Sawieljew |
| 12.     | 14 lutego | 1976 | Innsbruck   | 50 km stylem klasycznym | 2:37:30,05 | +7:01,18 | Ivar Formo         |
| 2.      | 14 lutego | 1980 | Lake Placid | 30 km stylem klasycznym | 1:27:02,80 | +31,42   | Nikołaj Zimiatow   |
| 13.     | 17 lutego | 1980 | Lake Placid | 15 km stylem klasycznym | 41:57,63   | +1:19,23 | Thomas Wassberg    |
| 1.      | 20 lutego | 1980 | Lake Placid | Sztafeta 4 × 10 km      | 1:57:03,46 | -        | -                  |

### Mistrzostwa świata
| Miejsce | Dzień     | Rok  | Miejscowość | Konkurencja             | Czas biegu | Strata   | Zwycięzca       |
| ------- | --------- | ---- | ----------- | ----------------------- | ---------- | -------- | --------------- |
| 3.      | 20 lutego | 1974 | Falun       | 15 km stylem klasycznym | 41:39,10   | +1,55    | Magne Myrmo     |
| 2.      | 21 lutego | 1974 | Falun       | Sztafeta 4 × 10 km      | 2:03:15,85 | +9,46    | NRD             |
| 5.      | 24 lutego | 1974 | Falun       | 50 km stylem klasycznym | 2:19:45,26 | +3:23,24 | Gerhard Grimmer |
| 8.      | 22 lutego | 1978 | Lahti       | 15 km stylem klasycznym | 49:09,37   | +57,12   | Józef Łuszczek  |
| 4.      | 23 lutego | 1978 | Lahti       | Sztafeta 4 × 10 km      | 2:05:17,63 | +2:38,91 | Szwecja         |

### Puchar Świata
W sezonach 1973/1974 - 1980/1981 Puchar Świata rozgrywany był nieoficjalnie.

#### Miejsca w klasyfikacji generalnej
- sezon 1973/1974: 11.
- sezon 1974/1975: 6.
- sezon 1975/1976: ?
- sezon 1976/1977: 10.
- sezon 1977/1978: ?
- sezon 1978/1979: 19.
- sezon 1979/1980: 15.

#### Miejsca na podium
1. Falun – 19 lutego 1974  (30 km) – 3. miejsce
2. Lahti – 2 marca 1974 (15 km) – 1. miejsce
3. Lahti – 28 lutego 1975 (15 km) – 1. miejsce
4. Lahti – 24 lutego 1977 (15 km) – 1. miejsce
5. Falun – 4 marca 1977 (30 km) – 3. miejsce
6. Lake Placid – 14 lutego 1980 (30 km) – 2. miejsce